# Колесов, Гаврил Гаврильевич (актёр)
Гаврил (Гавриил) Гаврильевич Колесов (8 марта 1932 — 31 августа 1997) — якутский актёр и писатель. Заслуженный артист РСФСР (1983), Народный артист Якутской АССР (1971).

## Биография
Гаврил Колесов родился 8 марта в 1932 года в 2-м Батаринском наслеге Мегино-Кангаласского района Якутии. Сын колхозника, ещё дошкольником увлёкся народными песнями, сказками. Слушая олонхосутов, запоминал сюжеты и песни.
В 1950 году восемнадцатилетним был принят в хор Якутского радиокомитета. В 1954 году впервые исполнил олонхо «Ньургун Боотур Стремительный» П. А. Ойунского. В 1957—1997 годах работал артистом Якутского драмтеатра им. П. А. Ойунского. Им создан целый ряд острохарактерных образов в драматических и музыкальных спектаклях. Основные роли: Ыстапанка — «Манчаары» по драме А. Софронова, Наара Суох — «Наара Суох» И. Гоголева, Нахов — «Пока бьётся сердце» Софр. Данилова, Сасыл Ойуун — «Красный шаман» П. Ойунского, Чачыгыр Таас ойуун — «Кудангса Великий» П. Ойунского. В музыкальных спектаклях исполнял партию Чычып Чаап в опере «Лоокуут и Нюргусун», Тиэхэ Тиэхээн — в оперетте «Цветок Севера» Г.Григоряна, Приближенный Чупчуруйдана — в балетном спектакле «Чурумчуку» Ж. Батуева. Принимал участие во VI Всемирном фестивале молодёжи и студентов в Москве в 1957 году.
Внес большой вклад в признание героического эпоса «Олонхо» шедевром Юнеско.
С 1955 года Гавриил Колесов начал работу над исполнением текста олонхо «Ньургун Боотур Стремительный» по мотивам П.А.Ойунского. Ездил по районам республики с экспедициями для изучения фольклора, пропагандировал якутский язык и народный эпос «Олонхо».
В 1968 году с 5 по 25 сентября Гаврил Колесов исполнил полный текст олонхо «Нюргун Боотур Стремительный» в Ленинградской студии фирмы «Мелодия». Научным руководителем этой уникальной записи был кандидат филологических наук, старший научный сотрудник Института мировой литературы имени Горького Академии наук СССР, автор монографии об олонхо И. В. Пухов. Продолжительность девяти дисков на виниловой пластинке составила 8,5 часов. Работа Гавриила Колесова получила широкое признание не только на всесоюзном, но и на международном уровне.
Написал несколько книг для детей и юношества на якутском языке. Печатался с 1960 года. В вышедшей в 1964 году повести «Внук охотника» рассказывается о приключениях юного таёжника Мнчила (на русском языке книга опубликована в 1969 году в журнале «Полярная звезда» в переводе В. Чупреева). Автор книг «Жизнь впереди» (1966), «Холодная весна» (1969), «Думы солдата» (1973). Член Союза писателей СССР с 1982 года.

## Награды и звания
- Заслуженный артист РСФСР (1983)[1]
- Народный артист Якутской АССР (1971)[1]
- Заслуженный артист Якутской АССР (1962)[1]
- Государственная премия Республики Саха (Якутия) им. П.А. Ойунского (1997)[1]
- Орден «Знак Почёта»[1]
- Медаль «За трудовую доблесть» (15 января 1958)[4].

## Память
В 2023 году АЛРОСА присвоила ювелирному алмазу массой 60,99 карата имя заслуженного артиста РСФСР, народного артиста ЯАССР Колесова Гаврила Гаврильевича, передает телеканал «Якутия 24». Крупный алмаз, которому присвоили его имя, добыт на месторождении «Юбилейная».